# Камет
Камет, або Кемет — вершина в Гімалаях. Розташована у штаті Уттаракханд, в Індії, близько до кордону з Китаєм. Це друга по висоті вершина штату Уттаракханд після Нанда Деві. 29-та вершина світу. Належить до групи гір, серед яких інші менш важливі вершини: Мукут Парбат (Mukut Parbat), Абі Гамін (Abi Gamin), Мана (Mana) та Нанда Деві (Nanda Devi).
Перше сходження на вершину здійснили члени британської експедиції Франк Сміт (Frank Smythe), Ерік Шиптон (Eric Shipton), Р. Л. Гольдсворт (R.L. Holdsworth) та Лева Шерпа (Lewa Szerpa) 21 червня 1931 року.

## Сусідні і дочірні вершини
Камет оточують 3 сусідніх або дочірніх вершини:
- Мукут Парбат, 7242 м (23760 фт) 97-ма, перевищення — 840 м, 30°57′08″ пн. ш. 79°34′13″ сх. д. / 30.95222° пн. ш. 79.57028° сх. д., на півн.-захід від Камета. Перше сходження 1951. Нижчий близнюк Мукут Парбата має висоту 7130 м (23392 фт).
- Абі Гамін, 7355 м (24130 фт), перевищення — 217 м 30°55′57″ пн. ш. 79°36′09″ сх. д. / 30.93250° пн. ш. 79.60250° сх. д., на північ-північний схід від Камета; Перше сходження 1950.
- Мана, 7272 м (23858 фт) 92-га, перевищення — 730 м, 30°52′52″ пн. ш. 79°36′57″ сх. д. / 30.88111° пн. ш. 79.61583° сх. д., на південь-південний схід від Камета. Перше сходження 1937.

Кілька прилеглих піків таких як Мана NW, 7092 м, Пік 6977 м, Deoban, 6855 м, та Бідхан Парбат, 6519 м, також лежать поблизу від Камета.

## Ресурси Інтернета
- Kamet [Архівовано 2 січня 2010 у Wayback Machine.]